# Mauricio Pineda
Mauricio Héctor Pineda (Buenos Aires, 13 de Julho de 1975) é um ex-futebolista profissional argentino. Atuava como lateral-esquerdo.

## Carreira
Iniciou sua carreira no Huracán em 1993. Defendeu ainda Boca Juniors, Udinese, Mallorca, Napoli, Cagliari (os 3 últimos por empréstimo) e Lanús.
Assinou com o Colón de Santa Fé na segunda metade da temporada 2005, mas problemas físicos impediram o lateral-esquerdo de entrar em campo, forçando sua prematura aposentadoria, com apenas 30 anos.

### Seleção Argentina
Pineda jogou 12 partidas pela seleção principal da Argentina, marcando apenas um gol - o da vitória sobre a Croácia na última partida. Atuou ainda nas Olimpíadas de Atlanta, em 1996 (onde a Albiceleste obteve a medalha de prata) e na Copa América de 1997.

### Prisão
Em março de 2006, poucos meses após deixar os gramados, Pineda foi condenado por falsificação de documentos quando tentava obter a cidadania italiana. Saiu da prisão quase um ano depois, em fevereiro de 2007.

## Ligaçõex Externas
- Mauricio Pineda em National-Football-Teams.com